# Pedaliodes puracana
Pedaliodes puracana är en fjärilsart som beskrevs av Krüger 1924. Pedaliodes puracana ingår i släktet Pedaliodes och familjen praktfjärilar. Inga underarter finns listade i Catalogue of Life.